# São Paulo Futebol Clube (Macapá)
São Paulo Futebol Clube é um clube brasileiro de futebol, da cidade de Macapá, capital do estado do Amapá.

## História
Fundado no início de fevereiro de 1988, o São Paulo prometia um futuro promissor. Contava com o patrocínio de uma rede de mercados locais gerida pelo sr. Rodrisvan Cerqueira, que apostava no time, investia e participava das decisões, parecendo ser competente. A equipe disputou torneios não-oficiais com combinados e amistosos e se saiu bem, no balanço geral ao final do ano. No ano seguinte, quando ingressou no primeiro estadual, erros cometidos pela diretoria e outros detalhes fizeram o time fazer uma campanha ruim. No outro ano, a mesma coisa. Cerqueira se chateou com o que chamou de "irresponsabilidade esportiva" e deixou de patrocinar e de intervir na equipe.
O São Paulo só piorou. Sem os investimentos e sugestões de Cerqueira, a equipe foi tão mal que em 1992 nem chegou a disputar estadual: fez apenas alguns treinos e um único amistoso, contra a seleção de Macapá, e perdeu por dois a zero. Decidida a levantar o time, os cartolas buscaram e conseguiram algum investimento externo e, além de melhorar as finanças do time, trouxeram alguns atletas de fama local. O time não disputou estadual em 93, mas venceu os quatro amistosos que jogou e foi vice-campeão no Torneio de Ouro Macapá promovido por uma rede de lojas local.
Em 1994 a equipe volta ao estadual para fazer uma campanha razoavelmente boa, com a base do ano anterior. Em 1995 e 1996, a mesma coisa. No entanto, a falta de público e a baixa renda com o patrocinador, que andava desinteressado, gerou nova crise econômica. O São Paulo dispensou empregados e vendeu todos os atletas. Em 1997 o time de novo não participou do estadual, e foi pulverizado nos amistosos, uma vez que a equipe que jogava era formada de amadores, conhecidos de dirigentes, muitas vezes voluntários.
Nos anos seguinte, a conta do time foi se recuperando e a coisa foi menos vergonhosa, até que em 2004 um litígio na diretoria levou o clube ao rebaixamento.
Em 2005 não conseguiu nem se regularirzar-se para a disputa da segunda divisão amapaense daquele ano, ficando sem jogar alguma competição profissional em 2005.
Em 2007 jogou a segunda divisão estadual daquele ano, sendo vice e perdendo o campeonato para o Santos.
Em 2014 foi vice campeão da primeira divisão após ficar 3 pontos atrás da equipe do Santos.
No Campeonato Amapaense de Futebol de 2024 fez a pior campanha de sua história,sendo pela primeira vez rebaixado para a Segunda Divisão do Amapá,sendo matematicamente rebaixado no dia 29 de março após perder de 3x1 para a equipe do Trem em Macapá. Após o rebaixamento a equipe alegou que foi prejudicada por "manipulação de resultados".

## Títulos

### Estaduais
- Vice-campeonato Amapaense 1ª Divisão: 2014.
- Vice-campeonato Amapaense 2ª Divisão: 2007.

## Desempenho em Competições

### Participações
|  | Participações em 2025 |

| Competição | Competição      | Temporadas | Melhor campanha     | Estreia | Última | P | R |
| Amapá      | Amapazão        | 24         | Vice-campeão (2014) | 1998    | 2024   |   | 1 |
| Amapá      | Segunda Divisão | 2          | Vice-campeão (2007) | 2007    | 2025   | 1 |   |

### Campeonato Amapaense - 1ª Divisão
| Ano  | 1990 | 1991 | 1992 | 1993 | 1994 | 1995 | 1996 | 1997 | 1998 | 1999 |
| ---- | ---- | ---- | ---- | ---- | ---- | ---- | ---- | ---- | ---- | ---- |
| Pos. | —    | —    | —    | —    | —    | —    | —    | —    | 5º   | 6º   |
| Ano  | 2000 | 2001 | 2002 | 2003 | 2004 | 2005 | 2006 | 2007 | 2008 | 2009 |
| Pos. | 7º   | 7º   | 5º   | 3º   | —    | —    | —    | 5º   | 8º   | 4º   |
| Ano  | 2010 | 2011 | 2012 | 2013 | 2014 | 2015 | 2016 | 2017 | 2018 | 2019 |
| Pos. | 3º   | 10º  | 7º   | 6º   | 2º   | 8º   | 3º   | 6º   | 5º   | 4º   |
| Ano  | 2020 | 2021 | 2022 | 2023 | 2024 |      |      |      |      |      |
| Pos. | 4º   | 3º   | 8º   | 7º   | 8º   |      |      |      |      |      |

### Campeonato Amapaense - 2ª Divisão
| Ano  | 2007 | 2025 |
| Pos. | 2º   | 5º   |
| ---- | ---- | ---- |

| Rival  | J  | V | E | D  | GP | GC |
| ------ | -- | - | - | -- | -- | -- |
| Santos | 30 | 9 | 4 | 17 | 32 | 47 |